# Cosmarium pseudophyramidatum
Cosmarium pseudophyramidatum là một loài Song tinh tảo trong họ Desmidiaceae, thuộc chi Cosmarium.